# Neve David
Neve David es un yacimiento del Epipaleolítico temprano situado al pie de la ladera oeste del monte de Montecarmelo, al norte de Israel. Estuvo habitado en etapa más reciente del Epipaleolítico temprano, sobre el 15000-13000 a. C. 
Hoy, el yacimiento se encuentra a 1 km de la costa del Mediterráneo, pero al final del Pleistoceno se situaba a unos 10-13 km de la orilla, en una amplia llanura. Se encontraba, por lo tanto, en una zona de transición entre dos zonas ecológicas, con los Valles Secos Estacionales del macizo calizo de Montecarmelo al este, y la llanura costera Mediterránea al oeste. Tal localización, con acceso a dos fuentes ecológicas completas fue favorecedor para muchas comunidades Epipaleolíticas y Neolíticas.